# ناچو (بهتره با سال تماس بگیری)
ناچو (به انگلیسی: Nacho) سومین قسمت از فصل اول مجموعهٔ تلویزیونی بهتره با سال تماس بگیری - کاری از شبکه تلویزیونی ای‌ام‌سی است که در روز شانزدهم فوریه ۲۰۱۵ از این شبکه پخش شد.

## داستان
داستان این قسمت با صحنه‌هایی از گذشته‌ها شروع می‌شود. چاک، برادر جیمی، مشغول وکالت است و به دیدار جیمی، که برای مدتی زندانی بوده می‌رود. چاک بعد از مدتی صحبت با جیمی می‌پذیرد که از وی حمایت کند. جیمی نیز قول می‌دهد که کارهای خود را جبران کند.
سپس زمان به حال بر می‌گردد. جیمی که نگران نقشه ناچو برای خانواده کتلمن هست، به «کیم وکسلر» زنگ می‌زد. کیم یکی از همکاران وی است. در این تماس، جیمی به شکل غیرمستقیم به کیم در خصوص خطری که خانواده کتلمن را تهدید می‌کند هشدار می‌دهد. دقایقی بعد نیز با تماسی منخفیانه با خانواده کتلمن، آن‌ها را از خطری که تهدیدشان می‌کند آگاه می‌سازد. خانواده کتلمن که نگران شده بودند، به بیرون خانه نگاه کرده و متوجه ماشین ونی می‌شوند که بیرون خانه پارک کرده و در حال مشاهده خانه‌شان است. صبح روز بعد طی تماس تلفنی با کیم، جیمی متوجه می‌شود که اتفاقی برای خانواده کتلمن افتاده است. وی خود را به سرعت به خانه آن‌ها رسانده و متوجه می‌شود که تمام خانواده کتلمن، حتی دو فرزند کوچک‌شان، ناپدید شده‌اند. جیمی که مطمئن بود ناچو این کار را کرده، با شماره‌ای که ناچو برای وی نوشته بود تماس می‌گیرد تا ماجرا را به نوعی حل کند که در هر بار تلاشش برای صحبت با ناچو، تلفن روی پیامگیر می‌رود. در همین حین، در حالی که جیمی منتظر تماسی از سوی ناچو بود، دو پلیس به سراغ وی می‌آیند و به وی می‌گویند که موفق به دستگیری ناچو شده‌اند و ناچو نیز درخواست کرده جیمی وکیلش باشد.
پلیس جیمی را به محل بازداشت ناچو برده و جیمی با ناچو صحبت می‌کند. جیمی به او می‌گوید که شاهدان ماجرا، وی را در صحنه دیده‌اند و پلیس نیز در اتومبیل ون او، لکه‌های خون مشاهده کرده. اما ناچو به بی‌گناهی خود پافشاری کرده و ادعای ربودن آن‌ها را رد می‌کند. ناچو همچنین به جیمی هشدار می‌دهد که اگر نتواند وی را از دست پلیس خلاص کند، پلیس ممکن است به رابطه او و توکو پی برده ببرند و این موضوع به قیمت جان جیمی تمام خواهد شد. جیمی بعد از خروج از اتاق سعی در قانع کردن پلیس به بی‌گناهی ناچو دارد، اما پلیس حرف‌های وی را باور نمی‌کند. جیمی موفق می‌شود کیم را راضی کند تا به همراه پلیس‌ها برای تجسسی مجدد به خانه خانواده کتلمن بروند شاید پلیس چیزی را از قلم انداخته باشد. در حالی که جیمی در حال جستجوی خانه بود متوجه می‌شود که عروسک دختر خانواده کتلمن نیز به همراه آن‌ها گم شده و این نظریه را مطرح می‌کند که شاید خود خانواده کتلمن این نقشه را کشیدند که همه را به اشتباه بی‌اندازند تا بتوانند با پول سرقتی به راحتی فرار کنند؛ اما پلیس همچنان متقاعد نمی‌شود. جیمی در ادامه به شکل خصوصی به کیم، در خصوص هشداری که وی به خانواده کتلمن داده بود اطلاع می‌دهد و اینکه شاید همین موضوع، علت فرار آن‌ها باشد، اما جیمی هیچ مدرکی برای اثباط حرف‌هایش نداشت.
در حین بازگشت به دادگاه، جیمی یک‌بار دیگر وارد مشاجره‌ای با مایک می‌شود که به نوعی درگیری فیزیکی منجر می‌شود، اما مایک جیمی را زمین می‌زند. پلیس از مایک می‌خواهد که بخاطر این موضوع از جیمی شکایت کند، اما با شگفتی، مایک طرف جیمی را گرفته و از این کار امتناع می‌کند. مایک تئوری جیمی را در خصوص ناپدید شدن خانواده کتلمن باور می‌کند و این موضوع را بیان می‌کند که در زمانی که او در نیروی پلیس مشغول به کار بوده، مورد مشابهی را شخصاً دیده. مایک به جیمی می‌گوید که احتمالاً خانواده کتلمن جایی در اطراف خانه‌شان مخفی شده‌اند. با این راهنمایی، جیمی مجدداً به خانه کتلمن می‌رود و در جنگل‌های پشت خانه آن‌ها مشغول جستجو می‌شود و در اوایل شب بود که موفق به یافتن کمپ خانوادگی آن‌ها در دل جنگل می‌شود. زمانی که جیمی مشغول مشاجره با آن‌ها در خصوص بازگرداندن آن‌ها به خانه‌شان بود، پول‌های سرقتی را نیز پیدا می‌کند.

## بازخوردها
بازخوردها در خصوص این قسمت به شکل کل مثبت بود. «اریک کاین» از مجله فوربز می‌نویسد که این قسمت هم همچنان یک شروع قدرتمند برای این مجموعه تلویزیونی است. «مایکل هوگن» از دیلی تلگراف نیز امتیاز ۴ از ۵ را به این قسمت داده است. «روث کرنت» از آی‌جی‌ان امتیاز ۸.۵ از ۱۰ را برای این قسمت در نظر گرفت.

## پیوندها
- ناچو در سایت شبکه ای‌ام‌سی
- ناچو در بانک اطلاعات اینترنتی فیلم‌ها